# Xosé Alvilares Moure
Xosé Alvilares Moure (* 26. September 1928 in Axulfe, Provinz Lugo; † 27. November 2015 in Taboada) war ein galicischer Schriftsteller, Philosoph und Priester. Er publizierte sowohl in  galicischer als auch in kastilischer Sprache.

## Leben
Alvilares Moure stammte aus der Parroquia San Pedro de Viana.
Am 2. Dezember 1951 erhielt er die Priesterweihe. Er war von 1952 bis 1956 Priester in O Cebreiro, von 1956 bis 1964 in Cartelos (Carballedo) und von 1966 bis 1978 in Amandi (Sober); alle drei Kirchen in der Provinz Lugo. Seiner „Priesterwiege“ O Cebreiro widmete er 1956 sein erstes Buch mit dem Titel El Cebrero. Promoviert in Theologie wurde er 1966 an der Päpstlichen Universität Gregoriana in Rom mit einer Dissertation zum Thema „De satisfactione Christi apud Ioannes a S. Thoma“. Sein Doktorvater war Maurizio Flick.
Ab 1978 lehrte Alvilares als Gymnasialprofessor Philosophie in der gymnasialen Oberstufe (Vorbereitung auf das Bachillerato) in Lugo. 1981 wurde er mit einer Arbeit über die Kritik des kanadischen Philosophen Leslie Dewart an der Ontotheologie auch von der Universität Santiago de Compostela promoviert.
Alvilares galt als der erste Korruptionskritiker in der Provinz Lugo und als Verteidiger des Christentums in seiner reinsten Form. Zentrum seines Wirkens war die Kritik an politischer Korruption und auch an der Kirche selbst. Sein diesbezüglich umstrittenstes Werk war vermutlich das schon 1969 in Madrid veröffentlichte Buch ¿Proceso a la Iglesia gallega?, in dem er den Fortschritt der galicischen Kirche in Frage stellte. Unter anderem stellte er auch in seinem 2011 erschienenen Buch Penitencia públic kritische Überlegungen zur Ernennung von Alfonso Carrasco Rouco zum Bischof des Bistums Lugo als eine „Auferlegung“ der Bischofskonferenz «ao estilo caciquil e clientelar» an.

## Werke

### Monographien
- El Cebrero. 1956.
- De satisfactione Christi apud Ioannes a S. Thoma. [Diss.; Latein]; Fakultät für Theologie, Päpstliche Universität Gregoriana, Rom 1966.
- ¿Proceso a la Iglesia gallega? Testimonio de los escritores gallegos del siglo XIX. [=Band 4 von Cuadernos y ensayos Marova.] Ediciones Marova, Madrid 1969. ISBN 978-8-42690-065-4
- Crítica de Leslie Dewart a la ontoteología. Extracto de Tesis Doctoral [Diss.]; Fakultät für Philosophie und Erziehungswissenschaften, Universität Santiago de Compostela, 1981. ISBN 978-8-47044-049-6
- Memorial de agravios. [galicisch]; Editorial Galaxia, Vigo 1992. ISBN 978-8-47154-860-3
- Dios en los límites. Promoción Popular Cristiana (PPC), Madrid 1999. ISBN 978-8-42881-531-4
- Dignidade e indignidade da política (epístola moral a un fiscal amigo). [galicisch]; Eigenverlag, Lugo 2002. ISBN 978-8-46075-796-2
- Aún es de noche. Literatura gallega del siglo XIX y cristianismo. Nueva Utopía, Madrid 2008. ISBN 978-8-49614-635-8
  - Aínda é de noite. Literatura galega do século XIX e cristianismo. [galicisch]; Sociedade de Estudios, Publicacións e Traballos, Vigo 2008. ISBN 978-8-47337-061-5
- Penitencia pública. ¿«Rebaño» episcopal o «pueblo de reyes»? Eigenverlag, 2011. ISBN 978-8-46148-273-3
- El contagio del tedio. Presente y futuro de la iglesia en Lugo. Eigenverlag, Vigo 2014. ISBN 978-8-46169-551-5

### Übersetzungen
- Guia breve de la asamblea cristiana. Comentarios al leccionario de la misa. [Übersetzung aus dem Französischen; Original von Jean Frisque], Ediciones Marova, Madrid 1976. ISBN 978-8-42690-284-9

### Sonstiges
- O clero i-o uso do idioma galego.  Vortrag gehalten beim Círculo de las Artes in Lugo am 13. Dezember 1963; 35 S. [galicisch]; Lugo 1965. ISBN 978-8-47044-007-6
- ¿Ser necesario o libertad originaria? Una reciente crítica «religiosa» de la ontoteología: L. Dewart, R. Paníkkar. In: Papeles de filosofía. Nr. 1, Agora 1981, S. 215–254.